# Dagobert Sigmund von Wurmser
Dagobert Sigmund Wurmser, właśc. Dagobert Sigmund Wurmser von Vendenheim zu Sundhausen, również jako Dagobert Siegmund (Sigismund) von Wurmser (ur. 7 maja 1724 w Sélestat lub Strasburgu, zm. 22 sierpnia 1797 w Wiedniu) – austriacki feldmarszałek i generał.

## Życiorys
Był synem Frantza Jakoba Wurmsera von Vendenheima i Sophii Frederiki von Landsberg. Wurmser rozpoczął karierę wojskową w służbie francuskiej w 1741. W czasie wojny o sukcesję austriacką wziął udział w 1742 w inwazji marszałka de Belle-Isle’a na rządzone przez Habsburgów Czechy.
Wyróżnił się też w wojnie siedmioletniej, w której po odwróceniu przymierzy Królestwo Francji zostało sojusznikiem Świętego Cesarstwa Rzymskiego przeciwko Prusom.
Wskutek reform  francuskiego ministra wojny księcia de Choiseula po podpisaniu pokoju paryskiego w lutym 1763, przeszedł z całym regimentem na służbę cesarstwa. Tu w 1763 awansował na stopień generała majora. Później przyznano mu kolejno stopnie: w 1778 feldmarschalleutnanta (stopień generalski, odpowiednik gen. dywizji), a w 1787 generała kawalerii. W 1761 cesarz Franciszek I nadał Wurmserowi tytuł hrabiego Rzeszy.
W 1773 został dowódcą pułku huzarów „Esterházy”, a w 1778 własnego regimentu Nr 30 „Graf von Wurmser”.
W wojnie o sukcesję bawarską dowodził austriackimi wojskami. 17 stycznia 1779 jego podkomendni w pięciu kolumnach wkroczyli niespodziewanie na ziemię kłodzką i zaatakowali pruski Fort Oberschwedelsdorf w Szalejowie Górnym. Efektywna obrona tego fortu przez 60-osobową załogę pod dowództwem kapitana Capellera, choć sam fort został poddany, uchroniła przed atakiem twierdzę kłodzką. Wojska Wurmsera zdobyły również Bystrzycę Kłodzką (niem. Habelschwerdt) biorąc wielu jeńców, w tym księcia generała Adolfa z Hesji-Philippsthal-Barchfeld, 24 oficerów i 714 żołnierzy. W ręce Austriaków wpadły też trzy działa i siedem sztandarów.
Wkrótce po zawarciu pokoju w Cieszynie Wurmser został generałem dowodzącym w Galicji.
Kiedy wybuchła wojna o niepodległość Francji, w 1793 dowodził armią austriacką w departamencie Górny Ren i zwyciężył w bitwach pod Rohrbach, Germersheimem, Essingen, Lauterbourgiem i Weissenburgiem. Tym samym udaremnił francuskie próby przedostania się do Moguncji. Następnie, wspierany przez Karola Wilhelma Ferdynanda, księcia Brunszwiku, zdobył Bienwald, lecz potem, po kilku niesprzyjających mu bitwach, a szczególnie przegranej drugiej bitwie pod Weissenburgiem pod koniec grudnia 1793 został zmuszony do odwrotu wraz ze znacznie osłabioną armią. Później ponownie przejął dowództwo nad armią w Górnym Renie i pokonał Francuzów pod Mannheimem.
4 czerwca 1796, podczas kampanii włoskiej, rozpoczęło się z kolei oblężenie Mantui. Zdobycia twierdzy podjęła się 9-tysięczna dywizja generała Jeana Séruriera. Na początku lipca pod murami fortecy stanął też Bonaparte z pozostałymi wojskami, powiadomiony jednak, że z Tyrolu na odsiecz podąża 50-tysięczna armia austriacka generała Wurmsera. Rozporządzając jedynie 43 tysiącami żołnierzy, Napoleon rozważał wówczas możliwość odwrotu. Dla zyskania na czasie wysłał przeciw Wurmserowi jednego ze swoich najlepszych dowódców – Andre Massénę, któremu ze względu na dysproporcję sił nie udało się jednak powstrzymać tempa marszu Austriaków. Z podobnym zadaniem wysłany został gen. Pierre Augereau, który również doznał niepowodzenia.
W tej sytuacji na początku sierpnia Bonaparte wydał rozkaz przerwania oblężenia i rozpoczęcia odwrotu. 3 sierpnia von Wurmser wkroczył do Mantui. Wtedy dotarła do niego wiadomość, że 20-tysięczna armia napoleońska pokonała w bitwie pod Lonato, nadchodzący w drugim rzucie 15-tysięczny korpus generała Gvozdanovicia. Cofające się oddziały Gvozdanovicia zostały przez Napoleona doścignięte i ostatecznie rozbite w bitwach pod Salo i Brescią.
Pod presją tej klęski Wurmser pospiesznie wymaszerował z 24-tysięczną armią spod Mantui i staczając po drodze szereg potyczek z francuskimi forpocztami, starł się z Napoleonem 5 sierpnia pod Castiglione, gdzie poniósł całkowitą klęskę.
27 sierpnia 1796 wojska francuskie wznowiły oblężenie Mantui, choć twierdzę już zaopatrzono, a jej garnizon znacznie wzmocniono.
Rozbity Wurmser krążył najpierw na obszarze Górnej Adygi, ale na początku września Bonaparte rozbił resztę jego wojsk pod Bassano. Następnie przez pięć miesięcy bronił obleganej Mantui, którą poddał dopiero 2 lutego 1797, gdy w twierdzy zaczęło brakować żywności i opatrunków oraz przy braku szansy na odsiecz. Obrona twierdzy przed przeważającymi siłami wroga przyniosła uznanie cesarza Franciszka II oraz szacunek Bonapartego, co pozwoliło mu na honorowy wymarsz oddziałów z rozwiniętymi sztandarami.
W późniejszym czasie Wurmser miał otrzymać także stanowisko dowódcze na Węgrzech, jednak ostatnia batalia nadwerężyła jego zdrowie i zmarł przed jego objęciem.

## Odznaczenia
Odznaczenia von Wurmsera to:
- Krzyż Wieli Orderu Marii Teresy (1793)
- Komandor Orderu Marii Teresy (1778)

## Życie prywatne
Ożenił się 25 stycznia 1761 w Vendenheim z Sophią Henriettą Rosiną Julianą von und zu der Thann (zm. 27 czerwca 1772). Para miała kilkoro dzieci:
- Henriettę Theresię (1763)
- Henriettę Dorotheę (1767–1827), małżeństwo z hr. Karlem Heinrichem von Schlitzem zw. von Görtz (1752–1826)[19]
- Christiana (1768–1844)

Wurmser był członkiem loży wolnomularskiej o nazwie Wahrheit und Einigkeit zu den drei gekrönten Säulen.

## Upamiętnienie
W jednej z sal wiedeńskiego Muzeum Historii Wojskowości – Die Feldherrenhalle, znajduje się naturalnej wielkości posąg Wurmsera, wykonany w 1867 roku przez rzeźbiarza Angelo Malgratiego z marmuru karraryjskiego.
Od 1894 jedna z ulic w Rudolfsheim-Fünfhaus (15 dzielnicy Wiednia) nosi jego imię – Wurmsergasse.